# Bruno Cabrerizo
Bruno Cabrerizo (Rio de Janeiro, 19 luglio 1979) è un modello e conduttore televisivo brasiliano con cittadinanza italiana.
Prima di arrivare in Italia è stato anche calciatore, di ruolo difensore.

## Biografia
Bruno Cabrerizo è nato in Brasile ma le origini della sua famiglia sono italiane: il suo bisnonno era un emigrante nativo di Castellabate (Salerno). Comincia la propria carriera di modello all'età di 26 anni, periodo in cui arriva in Italia. Nel suo curriculum sportivo vanta esperienze calcistiche in squadre giapponesi, coreane ed italiane (Alessandria, in Serie D, nella stagione 2005-2006), e numerose presenze in spot televisivi.
Nel 2009 è diventato il valletto di Barbara d'Urso nel programma televisivo Domenica Cinque (fino al gennaio 2010) e ha presentato, insieme alla comica Katia Follesa, il contenitore mattutino Salsa Rosa sul canale Comedy Central. Cabrerizo è apparso inoltre in diversi progetti, tra cui la serie televisiva con protagonista Alessia Marcuzzi: Così fan tutte, e il remake del successo del rapper Coolio, Gangsta's Paradise.
Nel 2011, oltre a partecipare al programma condotto da Milly Carlucci Ballando con le stelle (dove si è classificato quarto), è stato scelto da MTV come conduttore del backstage dei TRL Awards 2011. Contemporaneamente partecipa alla serie televisiva della Rai Don Matteo, interpretando il ruolo di Fernando.
Nel 2012 è approdato a teatro con lo spettacolo Gli uomini preferiscono le tonte, interpretando un omosessuale. Dall'11 giugno 2013 ha partecipato come concorrente al talent show di Canale 5 Jump! Stasera mi tuffo, condotto da Teo Mammucari, classificandosi secondo alle spalle di Stefano Bettarini.
Ha lavorato in vari fotoromanzi della rivista Grand Hotel.

## Filmografia
- Così fan tutte, regia di Gianluca Fumagalli - serie - Italia 1 (2009)
- Don Matteo, regia di Giulio Base, Carmine Elia, Fernando Muraca e Salvatore Basile - serie - Rai 1 (2011)
- CentoVetrine - soap opera - Canale 5 (2014)

## Programmi televisivi
- Salsa Rosa - Comedy Central (2010)
- Ballando con le stelle - Rai 1 (2011)
- TRL Awards 2011 - MTV (2011)
- Jump! Stasera mi tuffo - Canale 5 (2013)
- A Única Mulher - TVI Stagioni 1, 2 e 3 (2015)
- Dança com as Estrelas - TVI (2015)